# Васильцов, Виталий Валерьевич
Виталий Валерьевич Васильцов (1977, Гавриловцы — 18 февраля 2014, Киев) — активист Евромайдана. Мастер декоративного садоводства. Погиб 18 февраля 2014 в Киеве на Большой Житомирской улице от прицельного выстрела из автоматического оружия. Герой Украины (2014, посмертно).

## Память
- Звание Герой Украины с вручением ордена «Золотая Звезда» (21 ноября 2014, посмертно) — за гражданское мужество, патриотизм, героическое отстаивание конституционных принципов демократии, прав и свобод человека, самоотверженное служение Украинскому народу, обнаруженные во время Революции достоинства[1].
- Медаль «За жертвенность и любовь к Украине» (УПЦ КП, июнь 2015) (посмертно)[2].